# 싸게 사는 법
《싸게 사는 법》(The Way They Are)는 대한민국에서 제작된 부지영 감독의 2001년 영화이다.